# Hadd soul-jon
A Hadd soul-jon (eredeti cím: Let It Shine) egy 2012-es amerikai zenés, eredeti Disney Channel film, Tyler James Williams és Coco Jones főszereplésével. Rendezte Paul Hoen, írta Eric Daniel és Don D. Scott.
Az Amerikai Egyesült Államokban 2012. június 15-én mutatták be, Magyarországi premierje pedig 2012. szeptember 8-án, 10:30-kor volt a Disney Channel-en.

## Szereplők
| Szereplő                | Színész              | Magyar hang          |
| ----------------------- | -------------------- | -------------------- |
| Cyrus "Truth" DeBarge   | Tyler James Williams | Czető Roland         |
| Roxanne "Roxie" Andrews | Coco Jones           | Bogdányi Titanilla   |
| Kris McDuffy            | Trevor Jackson       | Horváth Illés        |
| Lord of Da Bling        | Brandon Mychal Smith | Vincellér Vince      |
| Gail DeBarge            | Dawnn Lewis          | Vándor Éva           |
| Levi                    | Alex Désert          | Barabás Kiss Zoltán  |
| Lyla                    | Nicole Sullivan      | Wessely-Simonyi Réka |
| Jacob DeBarge lelkész   | Courtney B. Vance    | Háda János           |

## Filmzenék
A film azonos című albuma 2012. június 12-én jelent meg az Amerikai Egyesült Államokban.

### Számlista
|     | Cím                                                                             | Szerző(k)                                                                               | Producer(ek)               | Hossz |
| --- | ------------------------------------------------------------------------------- | --------------------------------------------------------------------------------------- | -------------------------- | ----- |
| 1.  | Don't Run Away (Tyler James Williams feat IM5)                                  | Armato, James, In-Q, Thomas Sturges, Jon Vella                                          | Tim James, Antonina Armato | 2:56  |
| 2.  | Guardian Angel (Tyler James Williams és Coco Jones)                             | Armato, James, In-Q, Thomas Sturges, Jon Vella                                          | Tim James, Antonina Armato | 3:42  |
| 3.  | Me and You (Tyler James Williams és Coco Jones)                                 | Gad, Robbins,                                                                           | Toby Gad                   | 3:36  |
| 4.  | What I Said (Coco Jones)                                                        | Lambert "Stereo" Waldrip, Justin Mobley, Anya Vasilenko, Tocarra Phillips, Steven Jones | Lambert "Stereo" Waldrip   | 3:01  |
| 5.  | Who I'm Gonna Be (Coco Jones)                                                   |                                                                                         | Alfred Wegener             | 2:52  |
| 6.  | You Belong to Me (Tyler James Williams)                                         | Armato, James, In-Q, Sturges, Jon Vella                                                 | Tim James, Antonina Armato | 2:36  |
| 7.  | Tonight's the Night (Brandon Mychal Smith, Spencer Lee és Tyler James Williams) | Toby Gad, Lindy Robbins, David Banner, J-Doe                                            | Toby Gad                   | 3:13  |
| 8.  | Around the Block (Hadd soul-jon szereplői)                                      | Armato, James, In-Q, Thomas Sturges, Jon Vella                                          | Tim James, Antonina Armato | 1:25  |
| 9.  | Moment of Truth (Brandon Mychal Smith és Tyler James Williams)                  | Armato, James, In-Q, Thomas Sturges, Jon Vella                                          | Tim James, Antonina Armato | 3:15  |
| 10. | Joyful Noise (Hadd soul-jon szereplői)                                          | Dapo Torimiro, Jay L'Oreal                                                              | Dapo Torimiro              | 2:16  |
| 11. | Good to Be Home (Coco Jones)                                                    | Adam Watts, Andy Dodd                                                                   | Adam Watts, Andy Dodd      | 3:25  |
| 12. | Let It Shine (Coco Jones és Tyler James Williams)                               | (Harry Dixon Loes) Armato, James, In-Q, Thomas Sturges, Jon Vella                       | Tim James, Antonina Armato | 2:53  |
| 13. | Self Defeat (Tyler James Williams)                                              | Antonina Armato, Tim James, In-Q, Thomas Armato Sturges, Jon Vella                      | Tim James, Antonina Armato | 2:22  |

## Premierek
| Ország                    | Dátum                | Csatorna                     |
| ------------------------- | -------------------- | ---------------------------- |
| Amerikai Egyesült Államok | 2012. június 15.     | Disney Channel USA           |
| Kanada                    | 2012. június 15.     | Family Channel               |
| Egyesült Királyság        | 2012. július 20.     | Disney Channel UK            |
| Írország                  | 2012. július 20.     | Disney Channel Írország      |
| India                     | 2012. augusztus 3.   | Disney Channel India         |
| Brazília                  | 2012. augusztus 19.  | Disney Channel Brazília      |
| Magyarország              | 2012. szeptember 8.  | Disney Channel               |
| Lengyelország             | 2012. szeptember 8.  | Disney Channel Lengyelország |
| Spanyolország             | 2012. szeptember 14. | Disney Channel Spanyolország |
| Portugália                | 2012. szeptember 14. | Disney Channel Portugália    |
| Japán                     | 2012. szeptember 15. | Disney Channel Japán         |
| Ausztrália                | 2012. szeptember 28. | Disney Channel Ausztrália    |
| Új-Zéland                 | 2012. szeptember 28. | Disney Channel Ausztrália    |
| Szingapúr                 | 2012. november 10.   | Disney Channel Ázsia         |
| Malajzia                  | 2012. november 10.   | Disney Channel Ázsia         |
| Fülöp-szigetek            | 2012. november 10.   | Disney Channel Ázsia         |
| Franciaország             | 2012. november 13.   | Disney Channel Franciaország |
| Hollandia                 | 2012. november 23.   | Disney Channel Hollandia     |
| Belgium                   | 2012. november 23.   | Disney Channel Belgium       |
| Németország               | 2012. december 15.   | Disney Channel Németország   |
| Olaszország               | 2013. január 19.     | Disney Channel Olaszország   |
| Svédország                | 2014. június 8.      | Disney Channel Svédország    |